# Santiago Abascal
Santiago Abascal Conde (ur. 14 kwietnia 1976 w Bilbao) – hiszpański polityk, socjolog i samorządowiec, poseł do parlamentu Kraju Basków i do Kongresu Deputowanych, lider partii Vox oraz ugrupowania Patriots.eu.

## Życiorys
Absolwent socjologii na Universidad de Deusto z 2003. Zajął się działalnością publicystyczną, opublikował kilka pozycji książkowych. W 2006 utworzył fundację Fundación DENAES, w której pełnił funkcję prezesa.
Zaangażował się w działalność polityczną w ramach Partii Ludowej, do której wstąpił w 1994. Stał na czele partyjnej młodzieżówki Nuevas Generaciones w Kraju Basków, był też sekretarzem regionalnych struktur partii do spraw edukacji. Od końca lat 90. zasiadał w zgromadzeniu miejskim w Laudio. W latach 2003–2005 wchodził w skład organu stanowiącego prowincji Álava. W latach 2004–2009 (z przerwą w 2005) sprawował mandat deputowanego do baskijskiego parlamentu.
W 2013 zrezygnował z członkostwa w Partii Ludowej, krytykując władze tego ugrupowania. Dołączył do nowo powołanej partii Vox, a w 2014 został wybrany na przewodniczącego tej formacji.
W wyborach w kwietniu 2019 kierowany przez niego Vox po raz pierwszy uzyskał reprezentację parlamentarną w Kongresie Deputowanych, otrzymując 10,3% głosów i 24 mandaty poselskie, z których jeden przypadł jej liderowi. W kolejnych wyborach z listopada tegoż roku jego partia zwiększyła swoje poparcie do 15,1%, wprowadzając 52 przedstawicieli do niższej izby parlamentu; Santiago Abascal uzyskał wówczas reelekcję. Mandat deputowanego utrzymał również w kolejnych wyborach w 2023.
W listopadzie 2024 został wybrany na przewodniczącego europejskiej partii politycznej Patriots.eu.